# Юго-Западные очистные сооружения
Юго-Западные очистные сооружения — комплекс очистных сооружений на Юго-Западе Санкт-Петербурга, предназначенных для очистки сточных вод, поступающих в Финский залив и другие водоёмы. Этот объект расположен на площади 40 гектар. (Центральная станция аэрации занимает 57 га, Северная станция аэрации — 65 га.)
В соответствии с приказом Министерства природных ресурсов и экологии Российской Федерации от 18.04.2018 № 154 относится к объектам, оказывающим негативное воздействие на окружающую среду, вклад которых в суммарные выбросы, сбросы загрязняющих веществ в Российской Федерации составляет не менее чем 60 процентов.

## История
Строительство было начато в 1987 году. В 1995 году оно было приостановлено в связи с финансовыми трудностями. В декабре 2002 года строительство возобновилось при международном содействии.
Запуск очистных сооружений состоялся 22 сентября 2005 года. Общая стоимость строительства составила примерно 128 миллионов евро, половину из которых выделила Европа (до того в море напрямую сбрасывалось порядка 1 млн. 220 тыс. кубических метров неочищенных сточных вод в сутки).

## Технология очистки сточных вод
Процессы очистки сточных вод на ЮЗОС основаны на технологии глубокого биологического удаления биогенных веществ. А обработка осадка заключается в его уплотнении, обезвоживании смешанного осадка и последующем сжигании. Сжигание осадков предусматривается осуществлять на специальном заводе, расположенном на территории юго-западных очистных сооружений. Очищенные сточные воды перед сбросом обеззараживаются ультрафиолетом. Юго-Западные очистные сооружения Санкт-Петербурга за сутки очищают около 330 тыс. м³ сточных вод города.